# Julio Pinto Riquelme
Julio Pinto Riquelme (Paihuano, 14 de octubre de 1885 - Santiago, 4 de septiembre de 1980) fue un agricultor, ingeniero civil y político chileno, miembro del Partido Radical (PR). Se desempeñó como diputado de la República en calidad de reemplazante, durante dos periodos consecutivos, entre 1939 y 1945.

## Biografía
Nació en Paihuano, Chile. Hijo de Ismael Pinto Rodriguez-Reynolds y Amelia Riquelme. Contrajo matrimonio con Mercedes Marín Pinto, nieta del empresario Luis Marín Matte. Tuvieron seis hijos.
Realizó sus estudios en el Liceo de La Serena para luego estudiar ingeniería civil en la Universidad de Chile. Fue funcionario público, trabajando en la Oficina de Mensura de Tierras en la provincia de Cautín y Valdivia (1909-1914). Ingresó luego a la Oficina de Inspección de Colonización, donde se desempeñó como agrimensor (1915-1920).
Continuó luego con las actividades agrícolas, tomó a su cargo los fundos de propiedad de su padre, en Paihuano. Explotó también el fundo "Chanchoqui" con 1200 hectáreas de viñedos, paltos, naranjos y duraznos.

## Carrera política
Militante del Partido Radical desde 1915, fue presidente de la Asamblea Provincial y Delegado de la Convención de La Serena. Llegó a ser Alcalde de la Municipalidad de Paihuano (1926-1937). 
En noviembre de 1939 se incorporó al Congreso Nacional como diputado suplente por la 4ª agrupación departamental de La Serena, Coquimbo, Elqui, Ovalle e Illapel, periodo 1939-1941. Venció con 12.444 votos a Marcelino Araya, de la Alianza Popular Libertadora, quien logró 2.588 votos, para llenar la vacancia dejada por Gabriel González Videla, quien aceptó un cargo diplomático. Fue diputado reemplazante en la Comisión Permanente de Agricultura y Colonización.
Reelecto diputado en propiedad por la misma agrupación departamental, por el periodo 1941-1945. Integró la Comisión Permanente de Vías y Obras Públicas; y la de Economía y Comercio; y fue diputado reemplazante en la Comisión Permanente de Trabajo y Legislación Social.
En 1949 fue Jefe de la Sección Técnica del Departamento Industrial del Banco del Estado de Chile. Delegado de la Caja de Colonización Agrícola y Presidente de la Cooperativa Agrícola de Elqui Ltda. Miembro del directorio de la Sociedad Agrícola del Norte y de la Sociedad de Estudiantes Pobres.